# لوئیس مانوئل (بازیکن فوتبال، زاده ۱۹۶۷)
لوئیس مانوئل (انگلیسی: Luis Manuel؛ زادهٔ ۲۹ مارس ۱۹۶۷) بازیکن فوتبال اهل اسپانیا است. از باشگاه‌هایی که در آن بازی کرده‌است می‌توان به باشگاه فوتبال پومفرادینا و باشگاه فوتبال رئال اویدو اشاره کرد. وی همچنین در تیم‌های ملی فوتبال زیر ۲۱ سال اسپانیا و اسپانیا بازی کرده‌است.